# Polirrènia
Polirrènia (en llatí Polyrrhenia, en grec Πολυρρηνία) era una ciutat del nord-oest de Creta. El seu territori ocupava tota la part més occidental de l'illa de nord a sud.
Estrabó diu que era a l'oest de Cidònia i a uns 5 o 6 km de la mar, i que el seu port era Falasarna. També diu que la ciutat tenia un temple de Dictina, probablement Àrtemis o potser Britomartis, i afegeix que els habitants de Polirrènia abans vivien en poblets disseminats i que els aqueus i els lacedemonis els van reunir a tots en aquell lloc.
A les guerres civils de Creta en temps de la Lliga Aquea, cap a l'any 219 aC la ciutat, que era aliada de Cnossos, va sortir de l'aliança i es va posar al costat de Lictos (Lyctos). També va ajudar la Lliga Aquea perquè Cnossos havia donat suport a la Lliga Etòlia.
Les seves ruïnes són dalt d'un turó al costat de l'actual poblet de Polyrinia, al municipi de Kíssamos, i consisteixen principalment en les restes de les muralles.